# Warrant subskrypcyjny
Warrant subskrypcyjny (gwarancja subskrypcyjna) – rodzaj bonu, który uprawnia posiadacza papierów wartościowych do zakupu akcji lub obligacji z nowej emisji z dyskontem.
Dokument ten nie jest akcją, ale na giełdach pojawia się jako papier wartościowy. Warrant jest sprzedawany razem z akcjami i obligacjami, dając posiadaczowi ograniczone w czasie lub nieustające prawo kupna papierów wartościowych lub innych aktywów po ustalonej cenie lub prawo do subskrypcji przyszłych emisji obligacji tego samego emitenta. Może być też sprzedawany jako walor o samoistnej wartości i wtedy jest odrębnie notowany na giełdzie. Wyróżnia się warranty subskrypcyjne:
- nieodłączane od dokumentu głównego – wtedy na rynkach finansowych obraca się dokumentami głównymi z warrantami,
- odłączny od dokumentu głównego – wtedy na rynkach finansowych odrębnie kwotuje się: dokument główny (bez warrantu), dokument główny z warrantem i sam warrant. Taki sposób notowań pozwala na przeprowadzanie arbitrażu.